# Chantal Thomass
Chantal Thomass, vlastním jménem Chantal Genty (* 5. září 1947) je francouzská módní návrhářka a zakladatelka stejnojmenné obchodní značky. Specializuje se na dámské luxusní spodní prádlo.

## Životopis
Chantal Genty se narodila v rodině módní návrhářky a inženýra. Její kariéra začala v roce 1967, kdy založila svou první značku prêt-à-porter pod názvem Ter et Bantine produkující spodní prádlo. V roce 1975 ji přejmenovala na Chantal Thomass. V roce 1985 společnost zbankrotovala a značka se stala majetkem japonské skupiny World. V roce 1995 byla Chantal Thomass z japonské společnosti propuštěna a japonský akcionář měl právo používat ochrannou známku až do roku 2035. V roce 1996 byla společnost zlikvidována a Chantal Thomass získala během tří let v soudním procesu obchodní značku zpět. Připojila se ke skupině Sara Lee.
V roce 2004 otevřela v Paříži na Rue Saint-Honoré vlastní butik.